# 諾基亞Asha 503
諾基亞Asha 503是諾基亞生產的平板式智能手機，2013年10月22日發布。

## 規格
| 類型     | 智能手機                                                                |
| 手機規格 | 平板式                                                                  |
| 尺寸     | 高度：102.6（4.04英寸）；寬度：60.6（2.39英寸）；厚度：12.7（0.50英寸） |
| 重量     | 110.2克（3.89盎司）                                                     |
| 操作系统 | Nokia Asha Platform                                                     |
| 電池     | 1200 mAh                                                                |
| 顯示器   | 3.0英寸（76）                                                           |

## 外部連結
Template:Nokia asha series